# Präfekturparlamentswahl in Fukushima 2011
Die Parlamentswahl 2011 in der japanischen Präfektur Fukushima war ursprünglich zeitgleich mit den einheitlichen Regionalwahlen am 10. April geplant, wurde aber als Folge des Tōhoku-Erdbebens (in Regierungsinstitutionen: Großes Ostjapanisches Erdbeben) verschoben. Sie fand am 20. November 2011 statt, Beginn der offiziellen Wahlperiode war der 10. November. Gleichzeitig fanden mehrere Kommunalwahlen in der Präfektur statt.
Zur Wahl standen alle 58 Sitze im Parlament in Fukushima durch nicht übertragbare Einzelstimmgebung, nach einer Anpassung der Wahlkreise nun in zwölf Mehrmandats- und sieben Einzelwahlkreisen. Im scheidenden Parlament war die Liberaldemokratische Fraktion mit (Stand: 1. April 2011) 26 Mitgliedern stärkste Kraft, gefolgt von der Demokratisch-Sozialdemokratisch geführten Fraktion kenmin rengō („Bund der Präfekturbürger“) mit 19 Mandaten. Die Fraktionen von Kōmeitō und Kommunistischer Partei Japans hatten je drei Mitglieder.
Zum Wahlkampfauftakt gab es insgesamt 88 Kandidaten, von denen sieben mangels Gegenkandidaten bereits als Wahlsieger feststanden. Die Liberaldemokratische Partei nominierte 33 Kandidaten (32 Parteikandidaten, eine Wahlempfehlung), die Demokratische Partei 24 (23 Parteikandidaten, eine Wahlempfehlung) – mehr als je zuvor –, die Kōmeitō drei, die Kommunistische Partei Japans sechs, die Sozialdemokratische Partei vier und die erstmals antretende Minna no Tō, die 2011 landesweit in mehrere Präfekturparlamente einziehen konnte, drei.
Hauptwahlkampfthema waren der Wiederaufbau nach Erdbeben, Tsunami und den Nuklearunfällen in Ōkuma/Futaba, wegen derer viele Gemeinden im Osten der Präfektur evakuiert wurden. Da zahlreiche Wahlberechtigte sich wegen der Evakuierungen oder als indirekte Folge der Katastrophen nicht an ihren gemeldeten Wohnorten oder außerhalb der Präfektur aufhalten, befürchteten die Wahlaufsichtskommissionen der Präfektur und der Gemeinden eine niedrige Wahlbeteiligung und riefen landesweit zur Abstimmung per Briefwahl bzw. an Außenstellen auf. Auch wurde die Öffnung der Wahllokale vielerorts verlängert, in der Stadt Fukushima und in Wahllokalen in Kazo in der Präfektur Saitama, wohin die Stadt Futaba evakuiert wurde, bis 23 Uhr.

## Ergebnis
Bei um rund 9,5 Punkte gesunkener Wahlbeteiligung von 47,51 % – ein historisches Tief – konnte die LDP ein Mandat hinzugewinnen und ist mit 27 Sitzen weiter klar stärkste Kraft. Die Demokratische Partei verlor noch einen Sitz auf nun 15 Abgeordnete. Allerdings wurden insgesamt acht Amtsinhaber – davon sieben aus den beiden großen Parteien – abgewählt. Die Minna no Tō zog mit ihrem ersten Abgeordneten ins Parlament ein; die Kommunistische Partei gewann zwei Sitze und ist mit fünf Mandaten nun alleine drittstärkste Kraft. Die Sozialdemokraten fielen auf einen Sitz zurück, alle drei Kōmeitō-Kandidaten wurden gewählt.